# 2008年5月

## 5月31日
- 牙买加選手乌塞恩·博尔特以9.72秒的成績刷新了世界100米短跑的世界記錄。PA via Sporting Life 新华网（页面存档备份，存于）
- 2008年美國總統選舉：美國民主黨裁決違規提前初選的密西根州和佛羅里達州黨代表票折半計算。華盛頓郵報（页面存档备份，存于）
- 美国发现号航天飞机从佛罗里达州肯尼迪航天中心发射升空，运送希望号日本实验舱的加压舱段飞往国际空间站。新华网（页面存档备份，存于）新华网（页面存档备份，存于）
- 約十萬名韓國民眾在首都首爾抗議當局恢復進口美國牛肉。法新社[]
- 自法國開始的漁民抗議活動擴散到西班牙、葡萄牙等國。他們要求政府增加燃油補助。紐約時報（页面存档备份，存于）

## 5月30日
- 111个國家的代表在愛爾蘭都柏林经过10多天的谈判通过禁止研发、生產和使用集束炸彈国际协定的最后草案，中國、俄羅斯、美國、以色列、印度和巴基斯坦没有参加谈判。美聯社（页面存档备份，存于） 新华网1（页面存档备份，存于） 新华网2（页面存档备份，存于）

## 5月29日
- 冰島發生黎克特制6.1級地震。CNN（页面存档备份，存于）
- 盧森堡成為第十五個確認《里斯本條約》的國家。新華網 Archive.today的存檔，存档日期2013-04-28

## 5月28日
- 澳大利亚科学家公布他们发现一个距今约3.8亿年的正在分娩的艾登堡鱼母化石，属盾皮鱼纲，为已知最古老的脊椎动物胎生记录。新华网（页面存档备份，存于）
- 尼泊尔制宪会议在加德满都举行第一次会议，宣布尼泊尔为联邦民主共和国，前国王贾南德拉成為平民。法新社新华网（页面存档备份，存于）
- 中共中央总书记胡锦涛下午与应邀来访的中国国民党主席吴伯雄在人民大会堂举行会谈。这是國民黨重掌政權後，两党最高领导人之间的首次会谈。新华网（页面存档备份，存于）

## 5月27日
- 为防止汶川大地震形成的北川唐家山堰塞湖溃坝，中国四川省绵阳市已紧急疏散16万人。BBC中文网（页面存档备份，存于）

## 5月26日
- 埃塞俄比亚最高法院对流亡津巴布韦的前总统门格斯图以种族灭绝的罪名缺席判处死刑。美国之音中文网联合新闻网[]
- 緬甸軍政府決定把異見人士、諾貝爾和平獎得主昂山素姬的軟禁期延長一年。法新社[]

## 5月25日
- 黎巴嫩议会以高票选出武装部队司令米歇尔·苏莱曼为黎巴嫩总统。新华网BBC（页面存档备份，存于）
- 哥伦比亚最大的反政府武装哥伦比亚革命武装力量发表声明称，该组织最高指挥官贝莱斯已于3月26日死于突发心肌梗塞。BBC（页面存档备份，存于）新华网（页面存档备份，存于）
- 美國國家航空暨太空總署火星探測器「鳳凰號」，完成「關鍵 7 分鐘」的降落程序，成功降落火星的北極區，為人類第一個降落火星北極的航天探測器，將探測火星生命跡象。 今日新聞網，國際中心／編譯
- 第61届戛纳国际电影节闭幕，法国导演洛朗·康泰执导的电影《围墙之间》获得金棕榈奖。新华网（页面存档备份，存于）

## 5月24日
- 汶川大地震：
  - 截至北京時間5月24日12時，汶川地震已造成60560人遇難，352290人受傷，26221人失蹤，累计受灾人数45509241人。新華網（页面存档备份，存于）
  - 中国国务院总理温家宝在汶川大地震重灾区汶川县映秀镇与前来察看灾情的联合国秘书长潘基文进行会晤。新华网 Archive.today的存檔，存档日期2013-01-05
- 中华人民共和国工业和信息化部等部委联合发布公告，将对中国电信、中国网通、中国移动、中国联通、中国卫通、中国铁通六家基础电信企业进行重组，合并成三家企业，重组后发放3G牌照。新华网（页面存档备份，存于）
- 南美洲国家联盟12个成员国在巴西首都巴西利亚签署《南美洲国家联盟宪章》，标志着这个以欧盟为榜样结成的地区共同体正式成立。美国之音中文网新华网（页面存档备份，存于）

## 5月23日
- 荷兰海牙的联合国国际法院对白礁主权归属问题作出裁决，裁定白礁的主权归新加坡所有，中岩礁的主权归马来西亚所有，南礁的主权尚未决定归属。法新社（页面存档备份，存于）联合早报网
- 截止至12时，汶川大地震已造成至少55,740人死亡，24,960人失踪。新华网（页面存档备份，存于）

## 5月22日
- 尼日利亚北部一辆油罐车和一辆军方运兵车相撞，造成至少43名士兵死亡。BBC（页面存档备份，存于）新华网 Archive.today的存檔，存档日期2013-04-28
- 截至上午10时，汶川大地震至今已造成至少51,151人死亡，29,328人失踪，28.8万多人受伤。新华网（页面存档备份，存于）
- 联合国秘书长潘基文到达仰光开始访问风灾过后的缅甸，以加强国际社会与缅甸的沟通和国际救灾援助的协调。新华网（页面存档备份，存于）
- 格鲁吉亚总统萨卡什维利宣布他领导的统一民族运动党在21日举行的议会选举中获胜。路透（页面存档备份，存于）

## 5月21日
- 2007/08赛季欧洲冠军联赛決賽在俄罗斯莫斯科的卢日尼基体育场举行，曼联队凭借点球大战战胜夺得冠军。新華網 Archive.today的存檔，存档日期2013-04-28
- 几内亚总理库亚特被总统孔戴解除职务，苏瓦雷获任命为新任总理。新华网（页面存档备份，存于）
- 黎巴嫩执政联盟和反对派在多哈对话会议上签署协议结束目前的政治僵局，黎巴嫩总统选举将在双方协议开始执行后的24小时内进行。新华网 Archive.today的存檔，存档日期2013-04-28BBC（页面存档备份，存于）
- 18日登陆菲律宾吕宋岛的強烈熱帶風暴夏浪已造成至少37人死亡，16人受伤，1人失踪。新华网 Archive.today的存檔，存档日期2013-04-28
- 市场对于原油供应的担忧以及美元汇价的持续下跌导致油价再创新高，纽约商品期货交易所7月原油期货价格一度上涨至每桶135.09美元。美联社纽约商品期货交易所（页面存档备份，存于）
- 超新星诞生过程首次被人类观测到。新华网（页面存档备份，存于）

## 5月20日
- 中華民國总统当选人馬英九在台北总统府正式宣誓就任第十二任總統。BBC（页面存档备份，存于）
- 比利时国家铁路公司员工发动为期24小时的罢工，比利时国内及通往法国、德国和荷兰的铁路服务中断。法新社[]
- 美國麻省資深參議員愛德華·肯尼迪證實患上神經膠質瘤。福克斯
- 挪威機場員工聯合罷工事件，由於勞資談判破裂，規模擴大，當地 11個城市的機場關閉，但首都奧斯陸國際機場暫不受影響。中廣新聞網[]

## 5月19日
- 南非约翰内斯堡等地自14日发生的暴力排外事件已致使至少22名来自津巴布韦等国的移民被杀死。新华网（页面存档备份，存于）BBC（页面存档备份，存于）
- 缅甸政府宣布20日起对早前遭遇风灾的死难者哀悼3天。新华网（页面存档备份，存于）
- 墨西哥中部伊达尔戈州发生公共汽车坠崖事故，造成至少21人死亡，11人受伤。新华网
- 英國下議院投票反對禁止以醫學研究為目的，創造人獸混合胚胎的議案。中央廣播電台[]

## 5月18日
- 蔡英文在民主進步黨主席選舉中擊敗辜寬敏當選新任黨主席。BBC中文網（页面存档备份，存于）
- 汶川大地震：
  - 中國国务院宣布將5月19日至21日设為全國哀悼日，全國下半旗以哀悼汶川大地震的遇难者。新華網
  - 截至5月18日14時，汶川地震已造成32477人死亡，220109人受傷。新華網（页面存档备份，存于）
  - 中国地震局将汶川大地震的震级从里氏7.8级修订为8.0级。新华网（页面存档备份，存于）
- 菲律宾吕宋岛遭強烈熱帶風暴夏浪袭击，造成至少12人死亡，3.5万人受灾。新华网 Archive.today的存檔，存档日期2013-04-28
- 俄罗斯队在2008年世界冰球锦标赛决赛中战胜加拿大队，获得冠军。BBC（页面存档备份，存于）

## 5月17日
- 汶川大地震：
  - 截至5月17日14時，汶川地震死亡人數達28881人，受傷198347人。國務院新聞辦公室
- 多米尼加选举委员会的初步统计结果显示，现任总统、多米尼加解放党总统候选人莱昂内尔·费尔南德斯在16日举行的总统选举中获胜。新华网（页面存档备份，存于）

## 5月16日
- 汶川大地震：
  - 截至5月16日14时，汶川地震死亡人数达22069人，其中四川达21577人。新华网（页面存档备份，存于）
  - 俄罗斯、韩国救援队抵达成都。新华网（页面存档备份，存于）
- 歐洲第二大面積的國家烏克蘭加入世界貿易組織成為該組織第152個成員法新社 新华网（页面存档备份，存于）。
- 國際油價升至127美元新高。美國總統小布希訪問沙烏地阿拉伯商討增產。法新社
- 为期两天的第五届欧盟－拉美国家首脑会议在秘鲁首都利马开幕，来自40多个国家的首脑和20多个国家的政府代表出席了会议。国际在线（页面存档备份，存于）
- 强热带风暴纳尔吉斯在缅甸造成的死亡人数上升到至少77,738人。新华网（页面存档备份，存于）
- 在美國同意日本出售庫存的美國大米的情況下，國際米價比上周下跌了11%。彭博（页面存档备份，存于）

## 5月15日
- 汶川大地震：
  - 中國政府同意日本及台灣的搜救隊進入災區救災。聯合晚報
  - 中國国务院抗震救灾指挥部今天确认，汶川大地震已造成19509人死亡，遇难人数估计在5万人以上。新华网（页面存档备份，存于）
- 2008年美國總統選舉：雖然希拉里·克林頓較早前在西維吉尼亞州民主黨總統初選勝出，前參選人約翰·愛德華茲宣佈支持巴拉克·奧巴馬。華盛頓郵報
- 美國加利福尼亞州最高法院推翻了一項禁止同性婚姻的裁決，成為繼麻省後第二個承認同性婚姻的州。美聯社
- 尼日利亚拉各斯郊外的一条输油管被重型推土机击破，并引发爆炸，共造成约100人死亡。新华网 Archive.today的存檔，存档日期2013-04-28

## 5月14日
- 截至5月14日14时，汶川大地震死亡人数达14866人，其中四川达14463人。新华网（页面存档备份，存于）
- 由于北极熊的栖息地正受到海冰持续减少所威胁，美国联邦政府内政部宣布把它列为濒危物种。新华网

## 5月13日
- 汶川大地震：
  - 截止至13日19时，至少12,012人遇难，死亡人數不斷攀升。蘋果日報新华网（页面存档备份，存于）
  - 救難工作持續進行中，各界捐款及物資湧入中國紅十字會，各國紛致電慰問，台灣、日本、韓國等地救援隊伍整裝待發。蘋果日報
- 印度拉贾斯坦邦首府斋浦尔发生连环炸弹袭击事件，造成至少60人死亡，150人受伤。新华网（页面存档备份，存于）

## 5月12日
- 中國四川省省會成都西北面96公里的阿坝藏族羌族自治州汶川縣，在北京時間14時28分發生里氏7.8級（5月18日中国地震局将汶川地震的震级从原先速报的7.8级修订为8.0级）的汶川大地震。北京、上海、台灣、香港及泰國曼谷等地都感受到今次地震。蘋果日報美國地質調查局新華網（页面存档备份，存于）中國新聞網（页面存档备份，存于）

## 5月11日
- 苏丹政府宣布断绝与乍得的外交关系，并指责乍得支持和帮助达尔富尔的武装人员突袭首都喀土穆。新华网（页面存档备份，存于）

## 5月10日
- 中華人民共和國主席胡錦濤結束5天的日本國事訪問。中時電子報[永久]
- 在受特強氣旋風暴納爾吉斯吹襲後的緬甸，大部分地區今日舉行憲法公投。BBC（页面存档备份，存于）

## 5月9日
- 黎巴嫩政府的支持者和以眞主党为首的反对派自7日开始在首都贝鲁特发生的武装冲突已造成至少8人死亡。新华网（页面存档备份，存于）

## 5月8日
- 2008年北京奥运火炬接力珠峰传递登山队成功将奥运圣火带抵世界最高峰珠穆朗玛峰峰顶，并进行了奥运历史上海拔最高的火炬接力传递。新浪网（页面存档备份，存于）新华网 Archive.today的存檔，存档日期2013-04-28
- 获得俄罗斯国家杜马投票通过后，总统梅德韦杰夫签署命令，任命普京为新一届政府总理。新华网（页面存档备份，存于）
- 贝卢斯科尼在意大利总统府宣誓就任新政府总理，主要由中右联盟政党成员出任其内阁的政府宣告成立。新华网（页面存档备份，存于）

## 5月7日
- 中華人民共和國主席胡錦濤訪問日本期間，雙方共同公布《中日關於全面推進戰略互惠關係的聯合聲明》。中時電子報[永久]新華網（页面存档备份，存于）新浪網（页面存档备份，存于）
- 梅德韦杰夫在莫斯科克里姆林宫宣誓就任俄罗斯新一任联邦总统。新华网（页面存档备份，存于）
- 爱尔兰议会投票推选副总理兼财政部长布赖恩·考恩为新一任总理，以接替6日因经济丑闻辞职的前总理伯蒂·埃亨。中国日报（页面存档备份，存于）
- 中國愛樂樂團在梵蒂岡保祿六世大廳進行破天荒演出，教宗本篤十六世出席並以普通話祝福。美聯社
- 最新一期《自然》期刊公佈，科學家經過基因分析後，發現僅見於澳大利亞和塔斯馬尼亞島的鴨嘴獸的基因具有爬行綱、鳥綱和哺乳綱的特徵。《自然》（页面存档备份，存于）

## 5月6日
- 智利聖地亞哥南方柴滕火山（西班牙語：volcán Chaitén），自 2 日噴發以來，6 日劇烈噴發出岩漿和火山灰，智利政府對周邊地區宣布最高警戒，下令包括軍警救難等所有人員立即疏散，1 名 92 歲老婦人於撤離過程身亡。中廣新聞[]中時新聞網今日新聞
- 特強氣旋風暴納爾吉斯在緬甸造成的死亡人數上升到至少 22,000人。BBC（页面存档备份，存于）
- 中华人民共和国主席胡錦濤搭乘專機飛抵東京，展開五天的日本正式訪問，他是繼江澤民1998年的訪問之後，十年來首位訪日的中國國家元首。中央社 （页面存档备份，存于）

## 5月5日
- 中國上海市楊浦區上午發生一起公共汽車爆炸起火案，造成乘客 3 死 12 傷，上海公安局初步調查是乘客攜帶易燃品上車引起。聯合新聞網（页面存档备份，存于）
- 皇家馬德里提前三輪聯賽獲得2007年至2008年西班牙足球甲级联赛冠军。新浪（页面存档备份，存于）
- 罗尼·奥沙利文击败卡特，获得2008年斯诺克世界锦标赛冠军。搜狐（页面存档备份，存于）
- 特强气旋风暴纳尔吉斯在缅甸造成的死亡人数上升到至少15,000人。新华网（页面存档备份，存于）

## 5月4日
- 美國紐約市曼哈頓區地鐵美東時間下午四點多，行駛皇后區連接布魯克林的列車，在57街和第七大道停靠站附近出軌，車上四百多名剩客安全撤離，其中有兩個人輕傷。中廣新聞網[]
- 2日在缅甸伊洛瓦底江三角洲登陆的特强气旋风暴纳尔吉斯至今已造成351人死亡，政府宣布将受灾严重的3省2邦列为灾区。新华网BBC（页面存档备份，存于）新浪网（页面存档备份，存于）

## 5月3日
- 亚洲开发银行行长黑田东彦表示，他反对个别国家提出的组建一个类似石油输出国组织（欧佩克）的大米“欧佩克”。新华网（页面存档备份，存于）
- 由于在收购价格上无法达成一致，微软公司今天已撤回收购雅虎公司的提议。新华网（页面存档备份，存于）中時電子報[永久]
- 联合国驻科特迪瓦行动团发表公报，欢迎科原反对派武装恢复解除武装进程，表示将协助科特迪瓦举行民主、透明和公正的大选。新华网 Archive.today的存檔，存档日期2013-04-28
- 联合国首个旨在全面保护残疾人权利的公约《残疾人权利公约》正式生效。 联合国新闻

## 5月2日
- 达赖喇嘛办公室发言人称，达赖喇嘛的特使将前往中国与有关官员进行会晤。BBC（页面存档备份，存于）
- 非洲开发银行承诺提供10亿美元援助，以应对粮食危机。新华网（页面存档备份，存于）
- 津巴布韦公布3月29日举行的总统选举结果，无候选人赢得超过半数选票，现任总统穆加贝和反对党候选人茨万吉拉伊可能需進行第二轮角逐。茨萬傑拉伊方堅稱已經獲勝，毋須進行第二次投票。新华网（页面存档备份，存于）、BBC（页面存档备份，存于）、亞洲時報（页面存档备份，存于）、路透社（页面存档备份，存于）
- 强热带风暴纳尔吉斯袭击了缅甸5个省邦，造成重大人员伤亡和财产损失，其中仰光省和伊洛瓦底省受灾最为严重。新华网（页面存档备份，存于）

## 5月1日
- 英國倫敦市長選舉，保守黨候選人博里斯·強森擊敗競逐連任的工黨代表肯·利文斯通，當選倫敦市長。在其他地方議會選舉，保守黨得到了44%的選票，工黨得率只有24%，比另一個在野黨自由民主黨的25%更低。BBC（页面存档备份，存于）
- 中国杭州湾跨海大桥全线通车，该桥全长36公里，是目前世界上最长的跨海大桥。新浪网（页面存档备份，存于）
- 香港西貢一辆旅遊巴士翻车，造成17人死45伤，事件為香港港第二宗死亡人數最多之車禍。BBC中文网（页面存档备份，存于）
- 美国惠普实验室的研究人员在《自然》杂志上公布其已经证实了记忆电阻的存在，它是继电阻、电容、电感之后的组建基本电子电路的第四种电子元件。新浪网（页面存档备份，存于）
- 南方共同市場宣佈成員國之間貿易將以當地貨幣而非美元計算。新華社[]